# Saint-Pardoux-le-Vieux
Saint-Pardoux-le-Vieux (Sent Pardos lo Viélh auf Okzitanisch) ist eine französische Gemeinde mit 293 Einwohnern (Stand 1. Januar 2022) im Département Corrèze in der Region Nouvelle-Aquitaine.

## Geografie

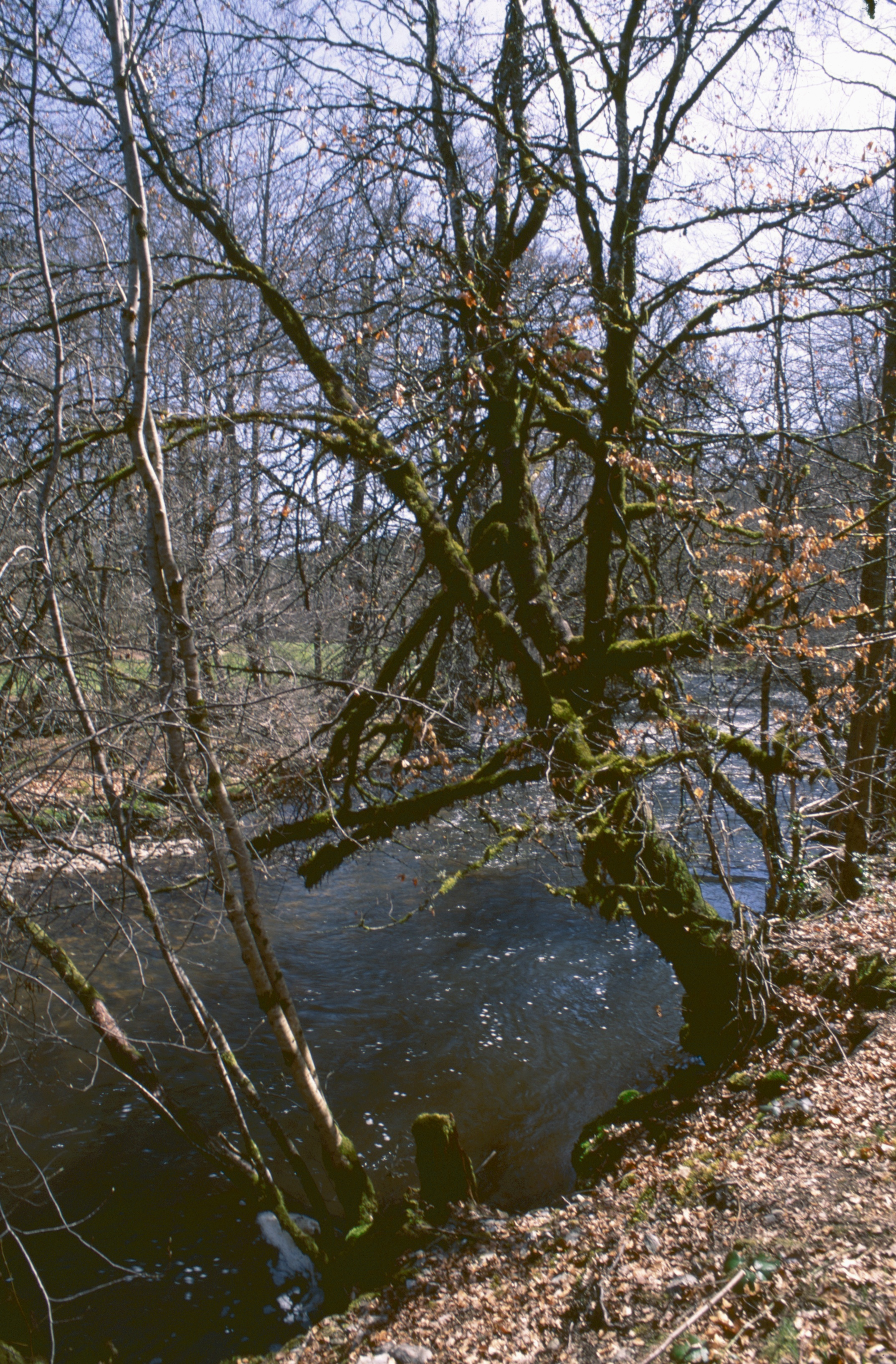
Die Diège ca. 3 Kilometer nordwestlich vom Ortszentrum

Die Gemeinde liegt im Zentralmassiv auf dem Plateau de Millevaches und somit auch im Regionalen Naturpark Millevaches en Limousin.
Tulle, die Präfektur des Départements, liegt ungefähr 70 Kilometer südwestlich, Égletons etwa 30 Kilometer südwestlich und Ussel rund 10 Kilometer südlich.
Nachbargemeinden von Saint-Pardoux-le-Vieux sind Saint-Rémy im Norden, Lignareix im Osten, Ussel im Südosten, Chaveroche im Südwesten sowie Saint-Germain-Lavolps im Nordwesten.
Die Liège, ein Nebenfluss der Diège, durchzieht das Gemeindegebiet.

### Verkehr
Der Ort liegt ungefähr 15 Kilometer nordöstlich der Abfahrt 23 der Autoroute A89.

## Wappen
Beschreibung: Das Wappen ist vorn in blau gespalten und hinten in blau und silber geteilt. Vorn ein goldener rotgezungter Löwe überdeckt von einem roten Balken, hinten oben ein goldenes Hirschgeweih mit Kopf en face gestellt und unten eine rote Lilie.

## Einwohnerentwicklung
| Jahr      | 1962 | 1968 | 1975 | 1982 | 1990 | 1999 | 2007 | 2016 |
| Einwohner | 228  | 229  | 208  | 218  | 185  | 239  | 286  | 299  |

## Sehenswürdigkeiten
- Die Kirche Saint-Pardoux, ein Sakralbau mit interessanten Skulpturen.[2]